# Судибор (Петриковский район)
Судибор (бел. Судзібар) — деревня в Голубицком сельсовете Петриковского района Гомельской области Беларуси.
Кругом лес. На территории национального парка «Припятский».

## География

### Расположение
В 26 км на юго-запад от Петрикова, 40 км от железнодорожной станции Муляровка (на линии Лунинец — Калинковичи), 216 км от Гомеля.

## Транспортная сеть
Транспортные связи по просёлочной, затем автомобильной дороге Житковичи — Петриков. Планировка состоит из прямолинейной улицы близкой к широтной ориентации. Застройка деревянная усадебного типа.

## История
По письменным источникам известна с XIX века как селение в Лясковичской волости Мозырского уезда Минской губернии. В 1931 году организован колхоз. Во время Великой Отечественной войны в июне 1943 года оккупанты полностью сожгли деревню и убили 2 жителей. 14 жителей погибли на фронтах Великой Отечественной войны. Согласно переписи 1959 года в составе совхоза «Голубичский» (центр — деревня Голубица).
До 31 октября 2006 года в составе Снядинском сельсовете.

## Население

### Численность
- 2004 год — 1 хозяйство, 3 жителя.

### Динамика
- 1897 год — 2 двора, 9 жителей (согласно переписи).
- 1908 год — 35 жителей.
- 1917 год — 81 житель.
- 1940 год — 26 дворов, 107 жителей.
- 1959 год — 117 жителей (согласно переписи).
- 2004 год — 1 хозяйство, 3 жителя.